# Bianca Doria
Pour les articles homonymes, voir Doria.
Bianca Doria (née le 22 septembre 1915 à San Gregorio nelle Alpi et morte le 2 février 1985 à Grand Rapids au Michigan) est une actrice italienne.

## Filmographie partielle
- 1939 : Piccolo hotel de Piero Ballerini
- 1942 : Nous, les vivants de Goffredo Alessandrini
- 1946 : Sans famille de Giorgio Ferroni
- 1950 : Mater Dei de Emilio Cordero
- 1951 : Demain est un autre jour (Domani è un altro giorno) de Léonide Moguy
- 1951 : Salvate mia figlia de Sergio Corbucci
- 1953 : Les Anges déchus (Il mondo le condanna) de Gianni Franciolini
- 1954 : Une fille nommée Madeleine d'Augusto Genina
- 1954 : Vacanze col gangster de Dino Risi
- 1961 : Il sicario de Damiano Damiani
- 1963 : Maciste contre les Mongols de Domenico Paolella
- 1984 : Don Camillo de Terence Hill